# Гатчинс (Техас)
Гатчинс (англ. Hutchins) — місто (англ. city) в США, в окрузі Даллас штату Техас. Населення — 5607 осіб (2020).

## Географія
Гатчинс розташований за координатами 32°38′36″ пн. ш. 96°42′35″ зх. д. / 32.64333° пн. ш. 96.70972° зх. д. (32.643392, -96.709833).  За даними Бюро перепису населення США в 2010 році місто мало площу 24,12 км², з яких 23,55 км² — суходіл та 0,57 км² — водойми.

## Демографія
Згідно з переписом 2010 року, у місті мешкало 5338 осіб у 1025 домогосподарствах у складі 766 родин. Густота населення становила 221 особа/км².  Було 1143 помешкання (47/км²).
Расовий склад населення:
| - 44,5 % — білих - 39,4 % — чорних або афроамериканців - 0,8 % — корінних американців - 0,3 % — азіатів - 12,7 % — осіб інших рас |

До двох чи більше рас належало 2,3 %. Частка іспаномовних становила 35,3 % від усіх жителів.
За віковим діапазоном населення розподілялося таким чином: 18,0 % — особи молодші 18 років, 76,7 % — особи у віці 18—64 років, 5,3 % — особи у віці 65 років та старші. Медіана віку мешканця становила 31,9 року. На 100 осіб жіночої статі у місті припадало 229,5 чоловіків;  на 100 жінок у віці від 18 років та старших — 281,8 чоловіків також старших 18 років.
Середній дохід на одне домашнє господарство  становив 49 836 доларів США (медіана — 36 403), а середній дохід на одну сім'ю — 55 864 долари (медіана — 41 711). Медіана доходів становила 35 372 долари для чоловіків та 29 238 доларів для жінок. За межею бідності перебувало 25,7 % осіб, у тому числі 37,8 % дітей у віці до 18 років та 25,5 % осіб у віці 65 років та старших.
Цивільне працевлаштоване населення становило 1697 осіб. Основні галузі зайнятості: роздрібна торгівля — 15,0 %, будівництво — 13,3 %, науковці, спеціалісти, менеджери — 11,1 %, транспорт — 11,0 %.